# Chthoniidae
Die Chthoniidae sind eine Familie der Pseudoskorpione.

## Merkmale
Die Arten der Familie Chthoniidae haben bis zu vier lateral im vorderen Teil des Cephalothorax gelegene Augen. Ein Augenpaar ist jedoch meist reduziert oder nicht ausgebildet. Höhlen bewohnende Arten sind meist blind, ihre Augen sind zurückgebildet. Diese Pseudoskorpione der Familie Chthoniidae sind sehr klein und erreichen eine Gesamtlänge von wenigen Millimetern. Sie tragen wie die Echten Skorpione imposante paarige Pedipalpen, die in je einer großen Schere enden. Die Pedipalpen erreichen fast dieselbe Länge wie der restliche Körper. Bei den Chthoniidae trägt die Palpenhand  zwei Sinneshaare (Trichobothrien).
Der Cephalothorax verjüngt sich nach hinten. Daran schließt das Opisthosoma an.

## Vorkommen
Die Arten der Chthoniidae sind weltweit verbreitet. Sie leben im Laubstreu und in der Erde sowie unter Felsen, Steinen oder in Höhlen. Viele Arten sind Troglobionten und kommen in Höhlensystemen rund um den Erdball vor.

## Taxonomie und Systematik
Eugen von Daday beschrieb 1888 die Chthoniinae als eigene Unterfamilie der Pseudoskorpione, 1894 wurde sie von Hansen zur Familie erhoben. Diese Familie enthielt damals noch die Unterfamilie Dithinae, die heute unter dem Namen Tridenchthoniidae eine eigene Familie bildet. Max Beier fügte in seiner Darstellung der Pseudoskorpione für das  Sammelwerk Das Tierreich 1932 in die Familie Chthoniidae auch die Tribus Pseudotyrannochthoniini ein, die 1993 als eigene Familie Pseudotyrannochthoniidae ausgegliedert wurde. 1992 wurde die Gattung Lechytia in die Familie Lechytiidae klassifiziert, seither gab es keine größeren Veränderungen in der Systematik der Familie Chthoniidae, mit Ausnahme der Erstbeschreibung einer neuen Tribus nach dem Fund der Art Ayyalonia dimentmani in der israelischen Ajalon-Höhle.
Die ausgegliederten drei Familien Tridenchthoniidae, Lechytiidae und Pseudotyrannochthoniidae bilden zusammen mit den Chthoniidae und den aus dem fossilen Bernstein bekannten Dracochelidae die Überfamilie Chthonioidea.

## Gattungen
Die Familie Chthoniidae umfasst 28 Gattungen in der derzeit einzigen Unterfamilie Chthoniinae, die in drei Triben geteilt wird. Die größte Gattung ist Chthonius mit rund 230 Arten in mehreren Untergattungen.
Tribus Ayyaloniini mit der einzigen Art
- Ayyalonia dimentmani Ćurčić, 2008 – Israel

Tribus Chthoniini
- Anisoditha  Chamberlin & R.V. Chamberlin, 1945
- Aphrastochthonius J. C. Chamberlin, 1962 – Mexiko, südliche Vereinigte Staaten, Guatemala, Kuba
- Apochthonius J. C. Chamberlin, 1929 – Nordamerika
- Austrochthonius J. C. Chamberlin, 1929 – Südamerika, Australien, Neuseeland
- Caribchthonius Muchmore, 1976 – Karibik
- Chiliochthonius Vitali-di Castri, 1975 – Chile
- Chthonius C. L. Koch, 1843 – weltweit verbreitet: Europa bis Iran, Nordafrika, Balearen, Vereinigte Staaten
- Congochthonius Beier, 1959 – Demokratische Republik Kongo
- Drepanochthonius Beier, 1964 – Chile
- Francochthonius Vitali-di Castri, 1975 – Chile
- Kleptochthonius J. C. Chamberlin, 1949 – Vereinigte Staaten
- Malcolmochthonius Benedict, 1978 – Vereinigte Staaten
- Mexichthonius Muchmore, 1975 – Mexiko, Texas
- Mundochthonius J. C. Chamberlin, 1929 – Eurasien, Dominikanische Republik, Nordamerika
- Neochthonius J. C. Chamberlin, 1929 – Kalifornien
- Pseudochthonius Balzan, 1892 – Süd- und Mittelamerika, Afrika
- Sathrochthoniella Beier, 1967 – Neuseeland
- Sathrochthonius J. C. Chamberlin, 1962 – Australien bis Neukaledonien, Südamerika
- Spelyngochthonius Beier, 1955 – Sardinien, Spanien, Frankreich
- Stygiochthonius Carabajal Marquez, Garcia Carrillo & Rodriguez Fernandez, 2001 – Spanien
- Tyrannochthoniella Beier, 1966 – Neuseeland

Tribus Tyrannochthoniini
- Lagynochthonius Beier, 1951 – Australasien, Europa, Afrika
- Maorichthonius J. C. Chamberlin, 1925 – Neuseeland
- Paraliochthonius Beier, 1956 – Europa, Afrika, Florida
- Troglochthonius Beier, 1939 – Italien, ehemaliges Jugoslawien
- Tyrannochthonius J. C. Chamberlin, 1929 – Brasilien bis in den Süden der Vereinigten Staaten, Australasien, Afrika, Hawaii
- Vulcanochthonius Muchmore, 2000 – Hawaii